# Francisco González (tenista)
Francisco González (Wiesbaden, 19 de Novembro de 1955) é um ex-tenista profissional paraguaio nascido na Alemanha. Foi N. 49 em simples e N. 24 em duplas da ATP, onde conquistou dez titulos na modalidade.